# Yunxiao
Yunxiao är ett härad inom staden Zhangzhou på prefekturnivå i provinsen Fujian i sydöstra Kina. Det ligger omkring 310 kilometer sydväst om provinshuvudstaden Fuzhou.
Yunxiao är indelat i sex köpingar, tre socknar och två administrativa enheter på sockennivå.
Köpingar (zhen):

- Chendai (陈岱镇)
- Dongxia (东厦镇)
- Huotian (火田镇)
- Lieyu (列屿镇)
- Pumei (莆美镇)
- Yunling (云陵镇)

Socknar (xiang):

- Heping (和平乡)
- Mapu (马铺乡)
- Xiahe (下河乡)

Områden på sockennivå:	
- Changshan Huaqiao Jingji Kaifaqu utvecklingszon (常山华侨经济开发区)
- Yunling Gongye Kaifaqu utvecklingszon (云陵工业开发区)